# Paul Moldenhauer

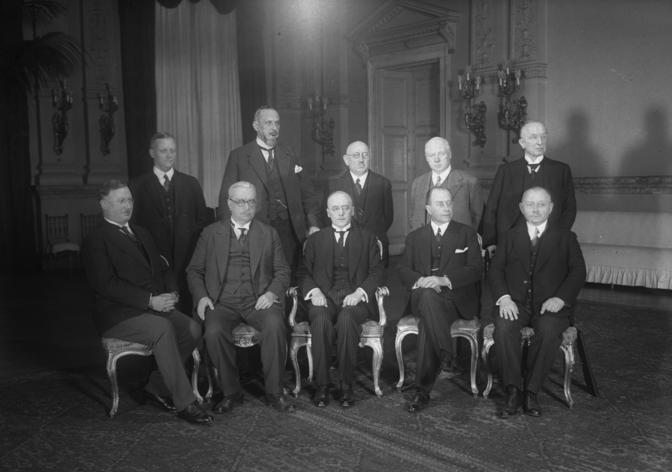
Regeringen Brüning I (Fotografi 1930): Paul Moldenhauer står i andra raden, andre från höger

Prof. Dr. Paul Moldenhauer, född 2 december 1876 i Köln, död 1 februari 1947, var en tysk jurist, ekonom och politiker (DVP). Han var riksdagsledamot 1920-1932 och var Tysklands riksfinansminister och riksekonomiminister på slutet av 1920-talet och början av 1930-talet.

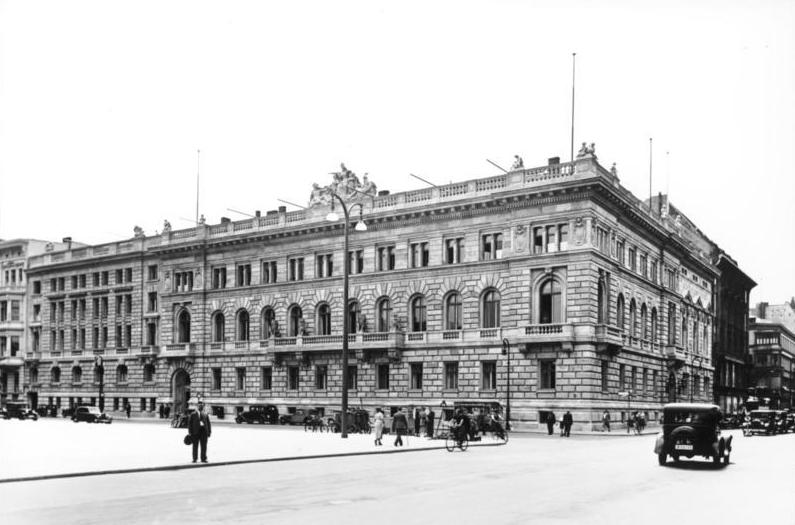
Riksfinansministeriet (Reichsministerium der Finanzen) vid Wilhelmplatz i Berlin (1930)

## Bakgrund
Paul Moldenhauer föddes 1876 i Köln. Han studerade juridik och statsvetenskap vid  Friedrich-Wilhelms-Universitetet i Bonn och blev där medlem i Corps Rhenania Bonn. 1897 erhöll han en doktorandplats vid det ansedda  Universitetet i Göttingen och promoverade här i oktober 1899 till Dr. jur.. Han erhöll där samtidigt ett diplom i försäkringsvetenskap, vid denna tidpunkt ett relativt nytt och växande område. Moldenhauer var därefter verksam fram till 1902 inom försäkringsindustrin i Aachen samt i Köln. 1901 habiliterade Moldenhauer i försäkringsvetenskap vid universitetet i Köln, där han blev professor.
Under första världskriget 1914 till 1918 tjänstgjorde han som officer och dekorerades med båda Järnkorsen.
Efter kriget återgick Moldenhauer 1919 till en professur i försäkringsvetenskap vid universitetet i Köln. Han var även politiskt aktiv och engagerade sig starkt i den samhällsekonomiska debatten.  Han företog flera resor till USA och England, där han etablerade goda relationer med akademiker vid framstående universitet som Princeton, Harvard och Cambridge. Han förde bland annat en dialog med John Maynard Keynes om ekonomisk stimulationspolitik och om den oönskade effekten på Europas ekonomier av det orealistiska krigsskadestånd som Tyskland ålagts att betala efter 1918.
Moldenhauer invaldes 1919 i det preussiska parlamentet och 1920 i Weimarrepublikens riksdag. Han förblev tysk riksdagsledamot fram till juni 1930, då han avgick som finansminister tillsammans med flera andra ministrar efter oenighet inom Heinrich Brünings regering om den ekonomiska politiken.
Efter sin tid som minister arbetade Moldenhauer som professor vid universitetet i Berlin, och som rådgivare till riksfinansministeriet och senare som styrelsemedlem på bland andra Friedrich Krupp AG, Gerling Versicherungs-AG, samt Bayer AG.

## Tysk finansminister

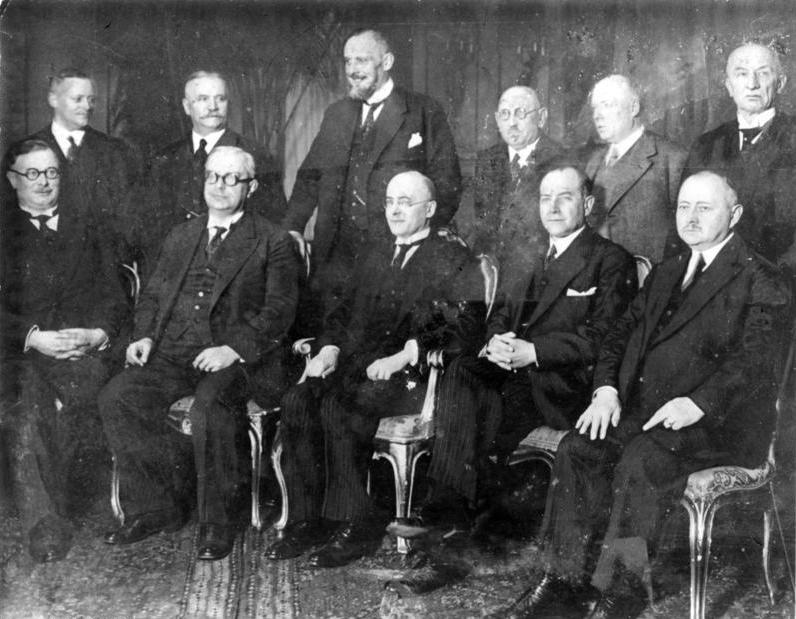
Tysklands Regering under Brüning den 31 mars 1930: sittande från vanster till höger inrikesminister Joseph Wirth (Zentrum), ekonomiminister Hermann Dietrich (DDP), rikskansler Brüning, utrikesminister Julius Curtius (DVP), postminister Georg Schätzel (BVP), stående från vänster till höger: ministern för Elsass-Lothringen Gottfried Reinhold Treviranus (Konservative Volkspartei), lantbruksminister Martin Schiele (DNVP), justitieminister Johann Viktor Bredt (Wirtschaftspartei), arbetsminister Adam Stegerwald (Zentrum), finansminister Paul Moldenhauer (DVP), trafikminister Theodor von Guérard (Zentrum). Riksförsvarsminister Wilhelm Groener saknas på bilden

Den 11 november 1928 utnämndes Moldenhauer till ekonomiminister (Reichswirtschaftsminister) i rikskansler Hermann Müllers regering. Under en regeringsombildning utsågs han till finansminister (Reichsminister der Finanzen). Efter Müllers avgång förblev han finansminister även i rikskansler Heinrich Brünings koalitionsregering.  Tillsammans med Brüning drev Moldenhauer igenom flera reformer, bland annat det så kallade "Junktimet": DVP och Centrumpartierna skulle endast rösta för Young-planen om samtidigt även balanserande stimulans- och sparåtgärder infördes, dvs om budgetunderskottet inte endast bekämpades på bekostnad av ekonomins konkurrenskraft och av den allt fattigare och i allt högre grad arbetslösa befolkningen. Brüningregeringens ekonomiska saneringsprogram, som utformats av finansminister Moldenhauer, och innehöll starka inslag både av vad som senare skulle komma att kallas keynesianism och av starka besparingsåtgärder, röstades ner av riksdagen genom dess radikala högerelement, ledda av DNVP med partiledaren Alfred Hugenberg.
Brüning försökte därefter att komma överens inom sin regering om en kompromisslösning, vilket ledde till flera ministrars avgång, och finansminister Moldenhauer utträdde därvid ur regeringen. Brünings utspädda ekonomiska kompromissprogram röstades därefter igenom med stöd även av parlamentets radikala flank.
Moldenhauer anses idag ha varit en ekonomisk visionär som legat före sin tid, och Weimarrepublikens instabilitet ledde till att de ekonomiska reformerna som kunde ha hjälpt Tyskland på fötter aldrig kunde få tillräckligt politiskt fotfäste.

## Efter regeringsarbetet
Under åren 1931-43 föreläste Moldenhauer som professor vid Technische Universität Berlin och vid Humboldt-Universität zu Berlin. 
Åren 1932-33 var Moldenhauer tysk delegationsmedlem vid nedrustningskonferenserna i Genève.
Moldenhauer, som under Weimarrepubliken var styrelsemedlem på Friedrich Krupp AG, Gerling Versicherungs-AG, samt I.G. Farben (då världens största kemikoncern som senare splittrades i BASF, Bayer, Hoechst och Agfa), blev efter andra världskriget utsedd till Control Officer zur Auflösung der I.G. Farben 1945, och förvaltade efter andra världskriget det av de allierade upplösta bolagets pensionskassor.